# Stemonocoleus micranthus
Genre
Espèce
Classification phylogénétique
Stemonocoleus micranthus est une espèce de plantes à fleurs dicotylédones de la famille des Fabaceae, sous-famille des Caesalpinioideae, originaire d'Afrique. C'est l'unique espèce acceptée du genre Stemonocoleus (genre monotypique).